# San Pietro da Masaccio
Il San Pietro da Masaccio è un disegno a penna e sanguigna su carta  (31,7 × 19,7 cm) di Michelangelo Buonarroti, databile al 1488-1490 circa e conservato nel Staatliche Graphische Sammlung di Monaco di Baviera. Si tratta di una copia dall'affresco del Pagamento del tributo di Masaccio (Cappella Brancacci, Firenze), nonché una delle più antiche opere assegnate al giovanissimo artista, allora adolescente.

## Descrizione e stile
Su un foglio di carta l'artista copiò il San Pietro masaccesco nella scena in cui egli paga il tributo richiesto dal gabelliere. In quegli anni il giovane artista, formandosi alla bottega del Ghirlandaio, andava copiando i grandi maestri della tradizione fiorentina, quali Giotto alla Cappella Peruzzi di Santa Croce, e Masaccio alla Brancacci, appunto.
Il disegno di San Pietro in particolare mostra come lo studio si focalizzi soprattutto sul panneggio, con una resa sintetica dell'espressione che tuttavia coglie perfettamente, accentuandola leggermente, la dimensione più monumentale ed eroica dell'originale.
Tipico dell'artista è il finissimo tratteggio incrociato, che evidenzia le zone d'ombra per gradi, solcando appena quelle più illuminate. 
Nello stesso foglio si trova anche uno studio di braccio alzato. 

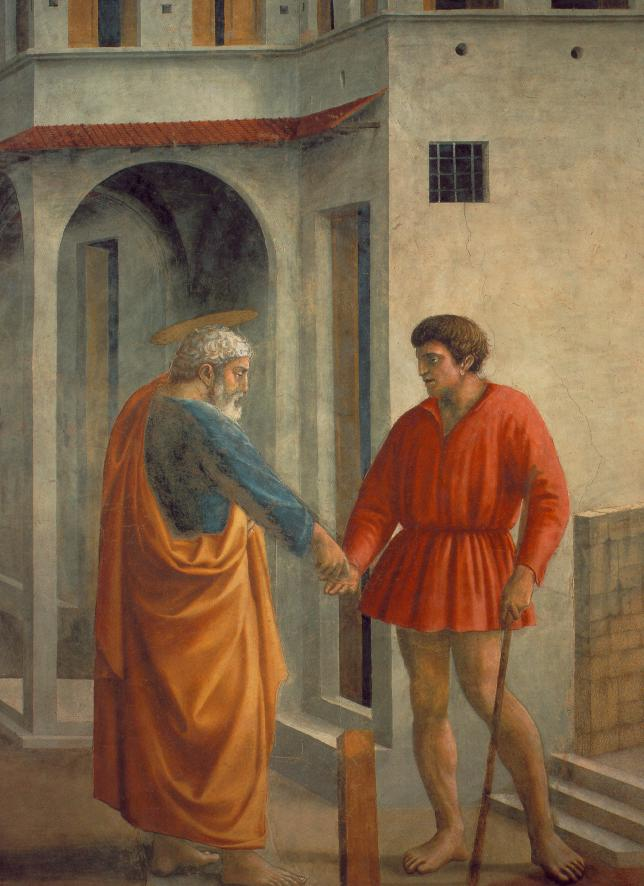
La scena originale